# NGC 1519
NGC 1519 est une galaxie spirale barrée située dans la constellation de l'Éridan. NGC 1519 a été découverte par l'astronome allemand Wilhelm Tempel en 1878.

## Caractéristiques
Sa vitesse par rapport au fond diffus cosmologique est de 1 736 ± 7 km/s, ce qui correspond à une distance de Hubble de 25,6 ± 1,8 Mpc (∼83,5 millions d'al)
À ce jour, 18 mesures non basées sur le décalage vers le rouge (redshift) donnent une distance de 21,006 ± 4,890 Mpc (∼68,5 millions d'al), ce qui est à l'intérieur des valeurs de la distance de Hubble. Notons cependant que c'est avec la valeur moyenne des mesures indépendantes, lorsqu'elles existent, que la base de données NASA/IPAC calcule le diamètre d'une galaxie et qu'en conséquence le diamètre de NGC 1519 pourrait être d'environ 21,6 kpc (∼70 500 al) si on utilisait la distance de Hubble pour le calculer.
La classe de luminosité de NGC 1519 est II et elle présente une large raie HI.

## Groupe de NGC 1519
NGC 1519 est une galaxie brillante dans le domaine des rayons X et elle fait partie du groupe de galaxies qui porte son nom. Le groupe de NGC 1519 comprend six galaxies. Les cinq autres galaxies de ce groupe sont UGCA 88 (MCG -3-11-12), UGCA 87 (ESO 550-5), SGC 0401.3-1720 (PGC 14377), MCG -3-11-18 et MCG -3-11-19. Ce groupe est également mentionné par A.M. Garcia dans un article publié en 1993, mais avec une nomenclature différente indiquée entre parenthèses ci-dessus.